# Département de la Guyane (1797)
Ne doit être confondu ni avec le Guyana (ancienne Guyane britannique), ni avec le Suriname (ancienne Guyane néerlandaise), ni avec la Guinée, ni avec la Guyenne [gɥijɛn] (Guiana [ˈgjanɔ] en occitan, qui est une région du sud-ouest de la France).
Pour les articles homonymes, voir Guyane (homonymie).
1797–1802
Entités précédentes :
- Colonie de la Guyane

Entités suivantes :
- Colonie de la Guyane

Le département de la Guyane est un ancien département français créé sous le Directoire.
Il ne doit pas être confondu avec l'actuelle Collectivité territoriale de Guyane ni avec le département et la région d'outre-mer de la Guyane ont elle est issue.

## Création
La Constitution du 5 fructidor an III (22 août 1795) déclare les colonies françaises « parties intégrantes » de la République française, « une et indivisible », et prévoit de les soumettre « à la même loi constitutionnelle » que la métropole et de les diviser, comme celle-ci, en départements.
Le département de la Guyane est créé par la loi du 4 brumaire an VI (25 octobre 1797), contenant division du territoire des colonies occidentales.

## Dénomination
Les noms officiels du département de la Guyane étaient « département de la Guiane » et, en forme longue, « département de la Guiane française et Caïenne ».

## Territoire

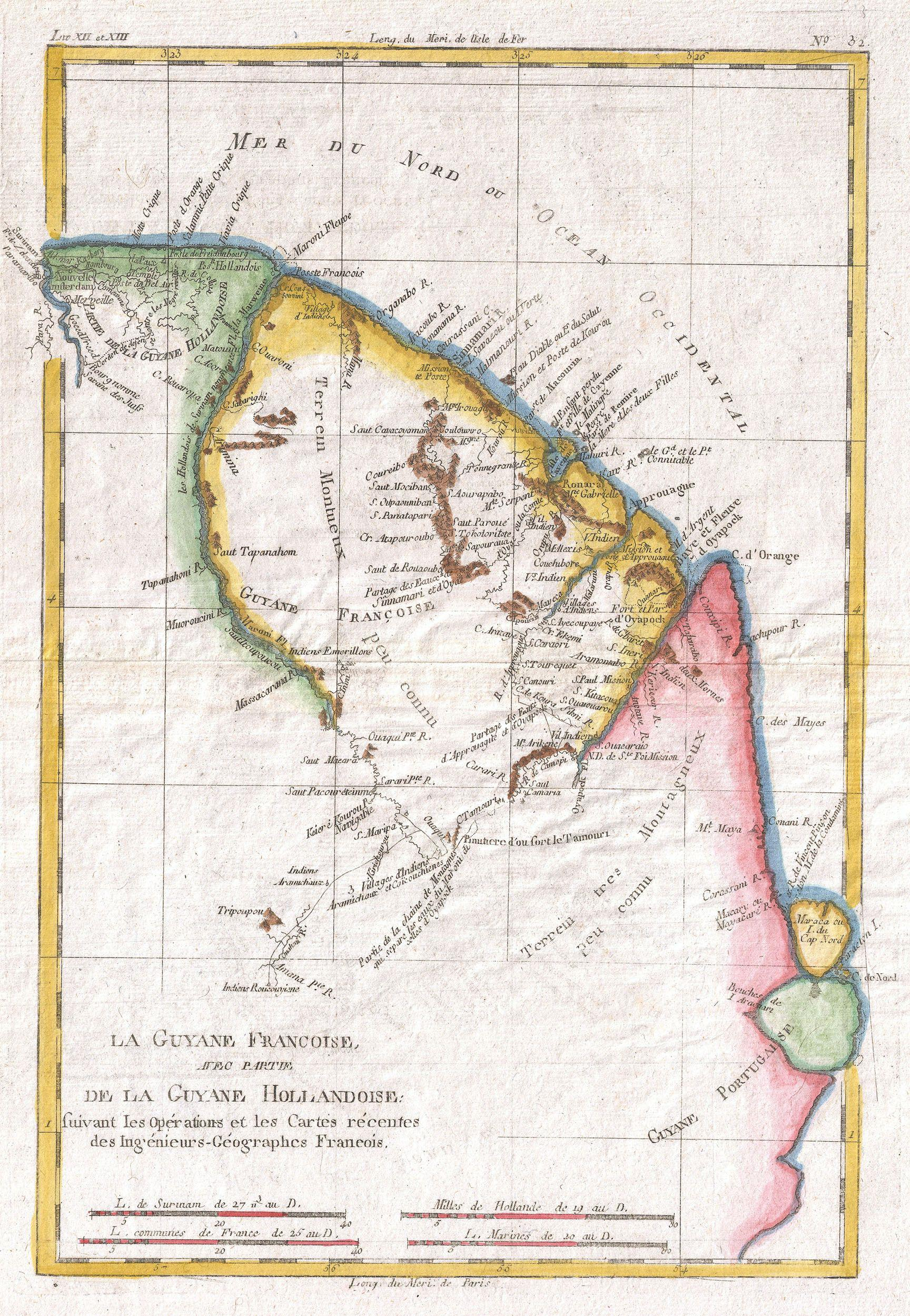
En jaune, les limites de la Guyane sur une carte de Rigobert Bonne pour un ouvrage de l'abbé Raynal de 1780. Le cartographe a utilisé des informations de la Compagnie néerlandaise des Indes occidentales.

Le département de la Guyane recouvrait le territoire de la colonie éponyme. Ce département était peuplé d'environ 20 000 habitants en 1797, dont 6 000 habitaient à Cayenne.

## Subdivisions

### Subdivisions administratives
Le département de la Guyane était divisé en huit cantons portant les noms de leurs chefs-lieux, à savoir : « Oyapock, Approuague, Roura, Caïenne (aujourd'hui, Cayenne) et Remire, Macouria, Kourou, Sinnamary, et Irracoubo ».

### Subdivisions judiciaires
Trois tribunaux correctionnels furent établis dans le département de la Guyane :
- Le tribunal correctionnel de Cayenne, dont le ressort comprenait les cantons de Cayenne et Remire, Roura et Macouria ;
- Le tribunal correctionnel de Sinnamary, dont le ressort comprenait les cantons de Kourou, Sinnamary et Irracoubo ;
- Le tribunal correctionnel d'Approuague, dont le ressort comprenait les cantons d'Approuague et d'Oyapock.

Le tribunal civil siégeait à Cayenne.

## Représentation

### Liste des députés au Conseil des Cinq-Cents
| Début           | Fin             | Nom                           |
| --------------- | --------------- | ----------------------------- |
| 26 octobre 1795 | 20 mars 1798    | André Pomme, dit L'Américain  |
| 13 octobre 1795 | 10 octobre 1796 | Antoine Marie Charles Garnier |

## Administration

### Liste des agents du Directoire
| Début | Fin  | Nom                           |
| ----- | ---- | ----------------------------- |
| 1796  | 1798 | Nicolas Georges Jeannet-Oudin |
| 1798  | 1799 | Étienne Laurent Pierre Burnel |
| 1799  | 1799 | Étienne Franconie             |
| 1799  | 1802 | Jean-Baptiste Victor Hugues   |